# Eliseo Maneus Besalduch
Blahoslavený Eliseo Maneus Besalduch, řeholním jménem Eliseo María (15. prosince 1896, San Mateo – 29. července 1936, Clot dels Aubens) byl španělský římskokatolický kněz, řeholník Řádu karmelitánů a mučedník.

## Život
Narodil se 15. prosince 1896 v San Mateo v provincii Castellón.
Roku 1910 vstoupil do kláštera karmelitánů v Olot. O pět let později složil své časné sliby, přijal hábit a jménem Eliseo María a roku 1919 složil své věčné sliby. Roku 1921 byl v Orihuele po studiích vysvěcen na kněze. Od začátku svého pobytu v klášteře byl velmi zbožný a pokorný. Ke svým spolubratrům a věřícícm byl vstřícný a oplíval radostí. Krátce po vysvěcení byl poslán do Brazílie, kde pobýval 12 let. Zde se zhoršil jeho zdravotní stav a vrátil se do své rodné země. Odešel do kláštera v Tàrreze, kde se roku 1934 stal novicmistrem.
Před vypuknutím Španělské občanské války již v zemi vypukla protikatolická nálada. Tato nálada se nevyhnula ani klášteru v Tàrreze, kde započala už roku 1934. Od října byly zdi kláštera hlídány komunisty. Následně v červnu 1936 byla bratrům zakázána práce v nemocnicích a na školách. Dne 20. července byli bratři varováni před útokem a převor kláštera otec bl. Àngel se rozhodl uzavřít kostel a pět kandidátů a dva novice poslal domů. Dalšího dne byli vyzváni opustit klášter. Otec Àngel chtěl získat povolení odjezdu bratrů do Itálie, což se mu nepodařilo. Poté byl on, otec Eliseo a deset spolubratrů zatčeno a v noci byli odvezeni na místo zvané Clot dels Aubens nedaleko Cervery. Zde byli všichni zastřeleni. Před výstřely zvolávali Ať žije Kristus Král!. Stalo se tak 29. července 1936.
Těla mučedníků byla spálena a zbytky ostatků byly jedním knězem sesbírány a uloženy do karmelitánského kostela v Tàrreze.

## Proces blahořečení
Jeho proces blahořečení byl zahájen roku 1959 v arcidiecézi Barcelona spolu s dalšími patnácti karmelitánskými spolubratry a jednou řeholnicí.
Dne 26. června 2006 uznal papež Benedikt XVI. jejich mučednictví. Blahořečeni byli 28. října 2007.